# Fredede bygninger i Hørsholm Kommune
Denne liste over fredede bygninger i Hørsholm Kommune viser alle fredede bygninger i Hørsholm Kommune, bortset fra kirker. Listen bygger på data fra Kulturarvsstyrelsen.
| Sagsnavn                            | Komplekstype              | Opførelsesår | Adresse                                    | Koordinater                                   | Fredningsår (1. fredning) | ID (Link til Kulturarv.dk) | Billede     |
| ----------------------------------- | ------------------------- | ------------ | ------------------------------------------ | --------------------------------------------- | ------------------------- | -------------------------- | ----------- |
| Den tidl. Lægebolig (Doktorboligen) | Stråtækt fam.hus          | 1792         | Usserød Kongevej 120, 2970 Hørsholm        | 55°53′35″N 12°29′39″Ø / 55.89318°N 12.49414°Ø |                           | 223-54234-1                | Upload foto |
| Dreyersvej 9 , villa                | Frit 1-fam                | 1937         | Dreyersvej 9, 2960 Rungsted Kyst           | 55°53′15″N 12°32′24″Ø / 55.88746°N 12.54013°Ø |                           | 223-9859-1                 | Upload foto |
| Folehavegård                        | Beboernes hus             | 1760         | Folehavevej 125A, 2970 Hørsholm            | 55°52′16″N 12°31′15″Ø / 55.87117°N 12.52091°Ø |                           | 223-14488-1                | Upload foto |
| Folehavegård                        | Ladebygning               | 1850         | Folehavevej 125A, 2970 Hørsholm            | 55°52′16″N 12°31′15″Ø / 55.87117°N 12.52091°Ø |                           | 223-14488-3                | Upload foto |
| Folehavegård                        | Bolig & Staldbygning      | 1840         | Folehavevej 125B, 2970 Hørsholm            | 55°52′17″N 12°31′17″Ø / 55.87149°N 12.52148°Ø |                           | 223-14488-2                | Upload foto |
| Fuglsangshus, Slotsgartnerens Hus   | Museum-udstillingsbygning | 1764         | Gl Hovedgade 2, 2970 Hørsholm              | 55°52′34″N 12°29′51″Ø / 55.87605°N 12.49746°Ø |                           | 223-79946-1                | Upload foto |
| Gammel Hovedgade 3 A                | Købstads hus              | 1870         | Gl Hovedgade 3A, 2970 Hørsholm             | 55°52′33″N 12°29′50″Ø / 55.87597°N 12.49709°Ø |                           | 223-22537-1                | Upload foto |
| Gammel Hovedgade 5                  | Købstadshus               | 1780         | Gl Hovedgade 5, 2970 Hørsholm              | 55°52′34″N 12°29′50″Ø / 55.87617°N 12.49713°Ø |                           | 223-22553-1                | Upload foto |
| Gammel Hovedgade 7                  | Købsstadshus              | 1777         | Gl Hovedgade 7, 2970 Hørsholm              | 55°52′35″N 12°29′50″Ø / 55.87632°N 12.49715°Ø |                           | 223-22626-1                | Upload foto |
| Gammel Hovedgade 9                  | Beboelsesejendom          | 1806         | Ved Møllen 5A, 2970 Hørsholm               | 55°52′36″N 12°29′49″Ø / 55.87660°N 12.49687°Ø |                           | 223-22642-1                | Upload foto |
| Hørsholm Egns Museum                | Udstillingsbygn.          | 1723         | Sdr. Jagtvej 2, 2970 Hørsholm              | 55°52′31″N 12°30′10″Ø / 55.87523°N 12.50282°Ø |                           | 223-43054-1                | Upload foto |
| Hørsholm Præstegård                 | Landghus                  | 1720         | Sdr. Jagtvej 1, 2970 Hørsholm              | 55°52′32″N 12°30′10″Ø / 55.87548°N 12.50286°Ø |                           | 223-43046-1                | Upload foto |
| Hørsholm Præstegård                 |                           |              | Sdr. Jagtvej 1, 2970 Hørsholm              | 55°52′32″N 12°30′10″Ø / 55.87548°N 12.50286°Ø |                           | 223-43046-3                | Upload foto |
| Kavalerbygningen                    | Langebygning              | 1737         | Folehavevej 19, 2970 Hørsholm              | 55°52′28″N 12°30′10″Ø / 55.87453°N 12.50271°Ø |                           | 223-14224-1                | Upload foto |
| Magasinet                           | Længehus                  | 1725         | Folehavevej 13, 2970 Hørsholm              | 55°52′35″N 12°30′07″Ø / 55.87652°N 12.50207°Ø |                           | 223-14186-1                | Upload foto |
| Magasinet                           |                           | 1713         | Folehavevej 13, 2970 Hørsholm              | 55°52′35″N 12°30′07″Ø / 55.87652°N 12.50207°Ø |                           | 223-14186-2                | Upload foto |
| Magasinet                           |                           | 1725         | Folehavevej 17, 2970 Hørsholm              | 55°52′31″N 12°30′09″Ø / 55.87516°N 12.50247°Ø |                           | 223-14186-3                | Upload foto |
| Mikkelgård                          | Restaurant                | 1916         | Rungsted Strandvej 302, 2970 Hørsholm      | 55°54′40″N 12°31′27″Ø / 55.91119°N 12.52430°Ø |                           | 223-91318-1                | Upload foto |
| Mortenstrupgård                     | Del af 4-længet bondegård | 1880         | Mortenstrupvej 75, 2970 Hørsholm           | 55°53′04″N 12°29′05″Ø / 55.88445°N 12.48460°Ø |                           | 223-34594-1                | Upload foto |
| Mortenstrupgård                     | Del af 4 læng.gård, stald | 1830         | Mortenstrupvej 75, 2970 Hørsholm           | 55°53′04″N 12°29′05″Ø / 55.88445°N 12.48460°Ø |                           | 223-34594-2                | Upload foto |
| Mortenstrupgård                     | Del af 4-længet gård      | 1880         | Mortenstrupvej 75, 2970 Hørsholm           | 55°53′04″N 12°29′05″Ø / 55.88445°N 12.48460°Ø |                           | 223-34594-3                | Upload foto |
| Mortenstrupgård                     | TRÆLADE/TØRRELADE         | 1930         | Mortenstrupvej 75, 2970 Hørsholm           | 55°53′04″N 12°29′05″Ø / 55.88445°N 12.48460°Ø |                           | 223-34594-4                | Upload foto |
| Mortenstrupgård                     | Staldbygn/kalvehus        | 1952         | Mortenstrupvej 75, 2970 Hørsholm           | 55°53′04″N 12°29′05″Ø / 55.88445°N 12.48460°Ø |                           | 223-34594-5                | Upload foto |
| Piniehøj 20 , villa                 | Villa                     | 1962         | Piniehøj 20, 2960 Rungsted Kyst            | 55°52′23″N 12°33′10″Ø / 55.87308°N 12.55276°Ø |                           | 223-37518-1                | Upload foto |
| Postholdergården                    | Købstadshus               | 1773         | Gl Hovedgade 11, 2970 Hørsholm             | 55°52′36″N 12°29′50″Ø / 55.87677°N 12.49723°Ø |                           | 223-22677-1                | Upload foto |
| Rungsted Strandvej 68               | Fa. hus                   | 1959         | Rungsted Strandvej 68, 2960 Rungsted Kyst  | 55°52′33″N 12°32′58″Ø / 55.87574°N 12.54942°Ø |                           | 223-39286-1                | Upload foto |
| Rungstedlund                        | Museum                    | 1800         | Rungsted Strandvej 111, 2960 Rungsted Kyst | 55°53′00″N 12°32′36″Ø / 55.88343°N 12.54343°Ø |                           | 223-39758-1                | Upload foto |
| Sophienberg                         | Kontor                    | 1744         | Rungsted Strandvej 219, 2960 Rungsted Kyst | 55°53′58″N 12°31′58″Ø / 55.89948°N 12.53276°Ø |                           | 223-40527-1                | Upload foto |
| Stolberg-monumentet                 | Mindestøtte               | 1766         | Sdr. Jagtvej 0, 2970 Hørsholm              | 55°52′31″N 12°30′10″Ø / 55.87534°N 12.50279°Ø |                           | 223--2--1                  | Upload foto |
| Tingstedgård                        |                           | 1760         | Landsbyen 6, 2970 Hørsholm                 | 55°52′22″N 12°25′57″Ø / 55.87291°N 12.43249°Ø |                           | 223-31730-1                | Upload foto |
| Tingstedgård                        |                           | 1760         | Landsbyen 6, 2970 Hørsholm                 | 55°52′22″N 12°25′57″Ø / 55.87291°N 12.43249°Ø |                           | 223-31730-2                | Upload foto |
| Usserød Klædefabrik                 | Kontorbygn                | 1870         | Lyngsø Alle 3, 2970 Hørsholm               | 55°53′46″N 12°29′33″Ø / 55.89618°N 12.49245°Ø |                           | 223-12981-1                | Upload foto |
| Usserød Klædefabrik                 | Kontorbygn                | 1870         | Lyngsø Alle 3, 2970 Hørsholm               | 55°53′46″N 12°29′33″Ø / 55.89618°N 12.49245°Ø |                           | 223-12981-2                | Upload foto |
| Usserød Klædefabrik                 | Kontorbygn                | 1877         | Lyngsø Alle 3, 2970 Hørsholm               | 55°53′46″N 12°29′33″Ø / 55.89618°N 12.49245°Ø |                           | 223-12981-3                | Upload foto |
| Usserød Klædefabrik                 | Kontorbygn.               | 1860         | Lyngsø Alle 3, 2970 Hørsholm               | 55°53′46″N 12°29′33″Ø / 55.89618°N 12.49245°Ø |                           | 223-12981-5                | Upload foto |
| Usserød Klædefabrik                 | Industriprod.             | 1890         | Lyngsø Alle 3, 2970 Hørsholm               | 55°53′46″N 12°29′33″Ø / 55.89618°N 12.49245°Ø |                           | 223-12981-6                | Upload foto |
| Usserød Klædefabrik                 | Kontorbygn                | 1860         | Lyngsø Alle 3, 2970 Hørsholm               | 55°53′46″N 12°29′33″Ø / 55.89618°N 12.49245°Ø |                           | 223-12981-7                | Upload foto |
| Usserød Klædefabrik                 | Industriprod.             | 1941         | Lyngsø Alle 3, 2970 Hørsholm               | 55°53′46″N 12°29′33″Ø / 55.89618°N 12.49245°Ø |                           | 223-12981-8                | Upload foto |